# Nová Víska (Nová Ves)
Nová Víska je osada, část obce Nová Ves v okrese Liberec. Nachází se asi jeden kilometr východně od Nové Vsi. Nová Víska leží v katastrálním území Nová Ves u Chrastavy o výměře 11,14 km².

## Historie
První písemná zmínka o vesnici pochází z roku 1690.